# Fidgett's Superstitions
Fidgett's Superstitions è un cortometraggio muto del 1914 diretto da W.P. Kellino.

## Trama
Un uomo nervoso è anche molto superstizioso.

## Produzione
Il film fu prodotto dalla Vaudefilms.

## Distribuzione
Distribuito dalla Imperial, il film - un cortometraggio di 134 metri - uscì nelle sale cinematografiche britanniche nel settembre 1914.